# Long Prairie (Minnesota)
Long Prairie település az Amerikai Egyesült Államok Minnesota államában, Todd megyében, melynek megyeszékhelye is. Lakosainak száma 3661 fő (2020. április 1.).

## Népesség
A település népességének változása:

| 2010 | 3 458 |
| 2020 | 3 661 |